# Culex kesseli
Culex kesseli är en tvåvingeart som beskrevs av John Nicholas Belkin 1962. Culex kesseli ingår i släktet Culex och familjen stickmyggor. Inga underarter finns listade i Catalogue of Life.